# Loona (wieś)
Loona – wieś w Estonii, w prowincji Sarema, w gminie Kihelkonna.